# Axel Thufason
Martin Axel Thufason (Copenhaguen, 11 de novembre de 1887 - Copenhaguen, 25 de desembre de 1962) va ser un futbolista danès que va competir a començament del segle xx. Jugà com a davanter i en el seu palmarès destaca la medalla de plata en la competició de futbol dels Jocs Olímpics d'Estocolm, el 1912.
Pel que fa a clubs, jugà al B 93 entre 1908 i 1914. A la selecció nacional jugà un total de 2 partits, en què no marcà cap gol. Debutà contra Anglaterra l'octubre de 1911 i disputà el seu darrer partit contra la mateixa selecció el juliol de 1912.